# Christophe Zuniga
 (octobre 2023).
Christophe Zuniga, né le 12 mars 1977 à Paris,,, est un joueur français de handball évoluant au poste d'arrière droit.
Il est suspendu pour dopage lors de la saison 1997-1998.

## Parcours

### En club
- Gagny : formation[4]
- PSG-Asnières : ?-2003
- Chambéry Savoie Handball : 2003-2006
- US Créteil : 2006-2009
- ASD Albatro Siracusa (it)[3] : 2009-2013
- CO Vernouillet : à partir de 2013[4]

### Équipes de France
- médaillé de bronze du championnat du monde 1997 (da)[6] avec France junior
- 2 sélections en équipe de France[4] en 2006 face au Portugal et 2007 face à l'Egypte[7]

## Palmarès
- Finaliste Coupe de France[4] en 2001 et 2005